# تقلب (فیلم ۱۹۱۵)
«تقلب» (انگلیسی: The Cheat) یک فیلم به کارگردانی سیسیل ب دومیل است که در سال ۱۹۱۵ منتشر شد. از بازیگران آن می‌توان به سه‌سوئه هایاکاوا، فنی وارد، ریموند هاتون، و جیمز نیل اشاره کرد.